# Marilyn Alcalá-Wallé
Marilyn Maria Alcalá-Wallé (7 oktober 1961) is een Curaçaos politica. In het kabinet-Rhuggenaath was zij tussen 2017 en 2020 minister van Onderwijs, Wetenschap, Cultuur & Sport. Daarvoor was zij van 2016 tot 2017 lid van de Staten van Curaçao.
Alcalá-Wallé volgde de havo aan het Radulphus College in Willemstad. In 1986 behaalde zij haar bachelor bedrijfskunde aan de Universiteit van de Nederlandse Antillen en vervolgens in 1990 haar doctoraal bedrijfskunde aan de Rijksuniversiteit Groningen.
Na terugkeer op Curaçao ging ze werken bij TeleCuraçao; kort daarop stapte zij over naar het Directoraat Cultureel Educatieve Zaken van het eilandgebied Curaçao. Hierna vervulde Alcalá-Wallé functies op het gebied van financieel beheer bij diverse organisaties.  Tussen 2001 en 2003 was zij adviseur van respectievelijk de minister van Arbeid en Sociale Zaken en de minister-president van de Nederlandse Antillen. Van 2012 tot 2016 was zij adviseur van de minister van Algemene en Buitenlandse Zaken.
In 2003 werd Alcalá-Wallé politiek actief als lid van de eilandsraad namens de Partido Antiá Restrukturá (PAR). Van 2005 tot 2010 was zij wederom eilandsraadlid. In het laatste Bestuurscollege van Curaçao van 2007 tot 2010 fungeerde zij als gedeputeerde van Onderwijs, Sport en Cultuur. Na de eerste verkiezingen van het land Curaçao werd zij statenlid. Ze verdween uit het parlement na de verkiezingsnederlaag van oktober 2012. Bij de verkiezingen van 2016 keerde zij terug in de politiek als kandidaat op de PAR-lijst. Zij was lid van de Staten van Curaçao van 2016 tot 2017. De verkiezingen van 2017 resulteerde in een overwinning voor de PAR, die ook de formateur leverde van het nieuwe kabinet. Op 29 mei 2017 werd Alcalá-Wallé beëdigd tot minister van Onderwijs, Wetenschap, Cultuur en Sport (OWCS) in het kabinet-Rhuggenaath. Op 27 januari 2020 trad zij "tijdelijk" af nadat zij wegens belangenverstrengeling als verdachte geldt in een strafrechtelijk onderzoek van het Openbaar Ministerie. Gelijk het geval bij Steven Martina zou er sprake zijn van schending van de landsverordening Integriteit (kandidaat)ministers, beter bekend als "screeningswet". In mei 2020 kwam zij wederom in opspraak toen bleek dat zij haar functie als beleidsmedewerker had hervat ondanks het lopende OM onderzoek. 
Op 17 juli 2020 zou ze terugkeren in de Staten van Curaçao als opvolger van William Millerson, maar liet na te voldoen aan de verplichte indiening van haar geloofsbrieven. Alcalá-Wallé zag af van het statenlidmaatschap en verbrak alle banden met de PAR-partij nadat het OM op 21 juli 2020 besloot haar te vervolgen wegens belangenverstrengeling, waarvoor ze in januari als minister was afgetreden. Ze werd door de rechter schuldig bevonden aan het bewust verzwijgen van nevenfuncties, zulks in overtreding van de screeningswet. Zij kreeg echter geen straf opgelegd.